# Pierre-Châtel
Pierre-Châtel là một xã thuộc tỉnh Isère trong vùng Rhône-Alpes đông nam nước Pháp. Xã này nằm ở khu vực có độ cao trung bình 916 mét trên mực nước biển. Theo điều tra dân số năm 1999 của INSEE có dân số là 1202 người.
Lac de Pierre-Châtel tọa lạc tại xã này.
Peter II, Công tước của Savoy qua đời ở Pierre-Châtel năm 1268.
- Pierre Percée